# Moby (album)
Pour les articles homonymes, voir Moby (homonymie).
Albums de Moby
Instinct Dance
(1991) Early Underground
(1993)
Singles
1. Go
Sortie : 30 novembre 1990
2. Drop a Beat
Sortie : 15 mai 1992
3. Next Is the E
Sortie : 28 octobre 1992
4. I Feel It / Thousand
Sortie : 1er juin 1993

Moby est le premier album studio de Moby , paru en 1992. Sorti originellement aux États-Unis, le disque est l'objet d'une réédition en 1993 avec pour titre The Story So Far et une modification dans la liste des titres. Celui-ci remplace certains titres par d'autres déjà sortis dans les singles. Il existe également une version au Royaume-Uni de Moby supprimant Drop a Beat au profit de Thousand.
Cet opus reprend deux titres de la précédente compilation de Moby dont Go, titre emblématique de l'artiste, célèbre avec sa reprise du thème de Mystères à Twin Peaks sur une rythmique techno, et Drop a Beat, qui était d'abord sorti sous le nom de Brainstorm.
Dans son ensemble, l'album fait honneur au style rave alors en vogue, mêlant des éléments de techno, de breakbeat et de trance, ce qui peut rappeler les productions de The Prodigy à la même époque (le groupe britannique et son album Experience, sorti la même année, furent d'ailleurs une influence pour Moby quant à la conception de ce premier album). Sont également présents quelques titres ambient, annonciateurs de ce que Moby fera par la suite.
À noter qu'une compilation titrée The Story So Far circule en import, cependant, elle ne fait pas partie de la discographie officielle de Moby. Elle comprend deux titres remixés de Go ainsi qu'une nouvelle version de Drop a Beat et d'autres titres. Tous ont déjà été édités en single.

## Liste des titres
| 1.  | Drop a Beat              | 4:20 |
| 2.  | Everything               | 4:52 |
| 3.  | Yeah                     | 5:49 |
| 4.  | Electricity              | 3:29 |
| 5.  | Next Is the E            | 4:42 |
| 6.  | Mercy                    | 5:44 |
| 7.  | Go (Woodtick Radio Edit) | 3:37 |
| 8.  | Help Me To Believe       | 6:33 |
| 9.  | Have You Seen My Baby?   | 4:09 |
| 10. | Ah-Ah                    | 3:46 |
| 11. | Slight Return            | 4:30 |
| 12. | Stream                   | 3:09 |

| 1.  | Everything               | 4:52 |
| 2.  | Yeah                     | 5:49 |
| 3.  | Electricity              | 3:29 |
| 4.  | Next Is the E            | 4:42 |
| 5.  | Mercy                    | 5:44 |
| 6.  | Go (Woodtick Radio Edit) | 3:37 |
| 7.  | Help Me To Believe       | 6:33 |
| 8.  | Have You Seen My Baby?   | 4:09 |
| 9.  | Ah-Ah                    | 3:46 |
| 10. | Slight Return            | 4:30 |
| 11. | Stream                   | 3:09 |
| 12. | Thousand                 | 4:26 |

## Singles
1. Go, le 1er single est sorti le 30 novembre 1990.
2. Drop a Beat, le 2e single est sorti le 15 mai 1992.
3. Next Is the E, le 3e single est sorti le 28 octobre 1992.
4. I Feel It / Thousand, le 4e single est sorti le 1er juin 1993.